# Tibellus chamberlini
Tibellus chamberlini är en spindelart som beskrevs av Willis J. Gertsch 1933. Tibellus chamberlini ingår i släktet Tibellus och familjen snabblöparspindlar. Inga underarter finns listade i Catalogue of Life.